# Emeterio (nombre)
Emeterio es un nombre propio masculino de origen latino en su variante en español. Proviene del latín Emetherius, derivado a su vez del griego Ήμιϑήριος, de ἠμι (mitad) y ϑήρ, ϑηρός (fiera), por lo que su significado es «media fiera».

## Santoral
3 de marzo: San Emeterio, mártir en Calahorra († 298).

## Variantes
- Femenino: Emeteria.

| Variantes en otros idiomas | Variantes en otros idiomas |
| -------------------------- | -------------------------- |
| Español                    | Emeterio                   |
| Catalán                    | Emeteri, Ermenter, Medir   |
| Euskera                    | Emeteri, Meder, Medel      |
| Asturiano                  | Medé, Medero               |
| Francés                    | Hémétère                   |
| Griego                     | Ήμιϑήριος (Emithérios)     |
| Inglés                     | Emetherius                 |
| Italiano                   | Emeterio                   |
| Latín                      | Emetherius                 |

## Personajes célebres
- Emeterio González Flores (1781-1812): conspirador mexicano de ideología liberal que participó, junto con su hermano Epigmenio González, en la Conspiración de Querétaro ocurrida poco antes del inicio de la guerra por la Independencia de México.
- Emeterio Gómez (1942-2020), profesor, economista y filósofo venezolano.
- Emeterio Montes de Castro, político del Partido Conservador Colombiano. Oriundo de Cartagena de Indias.